# 碛口古建筑群
37°38′40″N 110°47′10″E / 37.64444°N 110.78611°E
碛口古建筑群位于中国山西省临县碛口镇，2006年被列为第六批全国重点文物保护单位。
碛口镇是明清时期山西省西部重要的水陆交通枢纽、商贸重镇。古镇的街道号称“五里长街”，街上店铺鳞次械比，现存永裕店、永顺店、天聚义、信义源等老商铺。五虎山上的黑龙庙是碛口的主要庙宇，有正殿、戏台等建筑。民居建筑群主要保存在碛口镇上和西湾村、高家坪、自家山、垣上、寨子山、李家山七处，有土木、砖石及窑洞等多种结构形态。